# Chiottes mortelles
 (mars 2012).
Chiottes mortelles (Reverse Cowgirl en VO) est le premier épisode de la seizième saison de la série télévisée d'animation américaine South Park et l'épisode 224e de la série globale. Il a été diffusé sur la chaîne américaine Comedy Central le 14 mars 2012.

## Synopsis
Clyde Donovan se fait punir deux fois, dont une à l'école, par sa mère Betsy car il a encore oublié de baisser le siège des toilettes après les avoir utilisées. Cartman se moque de lui et Butters se demande pourquoi personne d'autre que lui s'assoit face à la citerne de la chasse d'eau pour faire ses besoins. Le soir, un énième oubli de Clyde provoque un drame : sa mère est aspirée dans la cuvette des toilettes par la force de succion, et meurt les organes internes arrachés.
La mort de Betsy Donovan pousse le gouvernement à fonder le service des Toilettes Sûres et Agréables (TSA, Toilet Safety Administration en VO), qui impose une utilisation stricte des cabinets incluant une ceinture de sécurité obligatoire. Bientôt, les WC sont équipés de caméras et les inspections surprises se multiplient. Cartman est résolument contre ces mesures et organise des assemblées pour protester. Mais, comme lors de l'enterrement de Betsy, les débats tournent autour des hommes qui se demandent pourquoi les femmes ne baissent pas elles-mêmes le siège, alors que ces dernières estiment que c'est aux hommes d'y faire attention. De leur côté, Stan et ses amis s'adressent à un avocat qui promet à Clyde de faire inculper l'inventeur des toilettes modernes, John Harington. Ce dernier étant mort depuis des siècles, l'avocat extorque de l'argent aux garçons lors de vaines séances de spiritisme.
Cartman poursuit son combat en prenant en otage un bébé et une surveillante de toilettes, montrant que les caméras n'empêchent pas les actes délictueux. Randy se mêle de l'affaire et pousse le public à une séance de spiritisme au tribunal, avec le même avocat qui s'est occupé de Clyde. Cette fois, il arrive à invoquer le fantôme de la mère de Clyde, qui considère avec fureur l'oubli de son fils comme seule cause de sa mort. L'esprit de John Harington intervient également, déclarant qu'il ne peut être tenu responsable car tout le monde utilise les toilettes de la mauvaise façon depuis leur création. Ils devraient s'assoir face à la citerne de la chasse d'eau, qui empêche de tomber et peut servir de support de lecture ou d'écriture, à la grande joie de Butters. Randy rétorque qu'il faudrait retirer complètement son pantalon pour que cette solution fonctionne. Ce à quoi Harrington répond, à la surprise de tous, qu'il a justement imaginé des trous dans les cloisons des cabinets pour ranger les vêtements retirés. Trous qui sont de nos jours utilisés pour autre chose...
Le soir, Clyde utilise les toilettes comme le voulait John Harington, puis, furieux, il relève volontairement le siège de la cuvette en faisant un doigt destiné à sa mère morte.